# 巴陵郡
巴陵郡，南朝宋至唐朝時設置的一個郡。

## 建置沿革

### 南朝
宋文帝元嘉十六年（439年），分長沙郡之巴陵、蒲圻、下雋，江夏郡之沙陽四縣立巴陵郡，治所為巴陵縣（今湖南省岳阳市），屬湘州。辖境相当今湖南省岳阳市及湖北省监利、通城、崇阳等县地。宋孝武帝孝建元年（454年），蒲圻、沙陽二縣改屬江夏郡，南郡之州陵、監利二縣改屬巴陵郡，巴陵郡改屬郢州。孝建二年（455年），長寧郡之綏安縣改屬巴陵郡。宋明帝泰始四年（468年），綏安縣併入州陵縣。
南朝梁時，分郢州立巴州，巴陵郡改屬巴州。

### 隋唐
隋文帝開皇九年（589年），隋滅陳，廢巴陵郡，其地屬岳州。隋煬帝大業三年（607年），改岳州為巴陵郡。巴陵郡領五縣：巴陵、華容、沅江、湘陰、羅。隋末，後梁蕭銑起兵，佔據巴陵郡。
唐高祖武德四年（621年），平蕭銑，改巴陵郡為巴州。武德六年（623年），改巴州為岳州。唐玄宗天寶元年（742年），改岳州為巴陵郡。巴陵郡領五縣：巴陵、華容、沅江、湘陰、昌江。唐肅宗乾元元年（758年），復改巴陵郡為岳州。

## 人口
- 宋孝武帝大明八年（464年），巴陵郡有5187戶，25316口。[1]
- 隋煬帝大業五年（609年），巴陵郡有6934戶。[2]
- 唐玄宗天寶十三載（754年），巴陵郡有11740戶，50298口。[3]

## 行政長官

### 巴陵太守（439年—456年）
- 魯爽，小名女生，扶風郿人，宋文帝元嘉三十年（453年）在任。[4]

### 巴陵內史（456年—479年）
- 王文和，下邳人，宋順帝昇明中在任。[4]

### 巴陵內史（499年—589年）
- 庾子輿，新野人，梁武帝大通二年（528年）除，赴任途中病逝。
- 潘智虔，陳廢帝時在任。[5]
- 雷道勤，陳宣帝太建二年（570年）在任，與北周作戰時戰死。[6]
- 陳智深，陳後主時在任。[7]

### 巴陵郡太守（742年—758年）
- 盧幼臨，唐玄宗天寶五載（746年）到任。[8]
- 韋斌，唐玄宗天寶五載（746年）在任。
- 劉縉，唐玄宗時在任。[9]

## 國主

### 南朝宋巴陵國（456年—479年）
| 巴陵國（456年—479年）丨食邑2000戶→3000戶→3300戶→2800戶 |          |      |        |             |                |
| 代數                                                   | 封爵     | 諡   | 姓名   | 在位時間    | 備註           |
| 1                                                      | 巴陵郡王 | 哀王 | 劉休若 | 456年—471年 | 宋文帝第十九子 |
| 2                                                      | 巴陵郡王 |      | 劉沖始 | ？—479年    | 劉休若子       |
| 齊受禪，國除                                           |          |      |        |             |                |

### 南朝齊巴陵國（484年—494年）
| 巴陵國（484年—494年）丨食邑2000戶 |          |    |        |             |                |
| 代數                              | 封爵     | 諡 | 姓名   | 在位時間    | 備註           |
| 1                                 | 巴陵郡王 |    | 蕭子倫 | 484年—494年 | 齊武帝第十三子 |
| 伏誅，國除                        |          |    |        |             |                |

### 南朝齊巴陵國（495年—498年）
| 臨海國（493年—495年）/巴陵國（495年—498年）丨食邑2000戶 |                   |    |        |             |              |
| 代數                                                    | 封爵              | 諡 | 姓名   | 在位時間    | 備註         |
| 1                                                       | 臨海郡王→巴陵郡王 |    | 蕭昭秀 | 493年—498年 | 齊文帝第三子 |
| 伏誅，國除                                              |                   |    |        |             |              |

### 南朝齊巴陵國（499年—502年）
| 竟陵國（482年—499年）/巴陵國（499年—502年）丨食邑2000戶 |                   |        |        |             |              |
| 代數                                                    | 封爵              | 諡     | 姓名   | 在位時間    | 備註         |
| 1                                                       | 竟陵郡王          | 文宣王 | 蕭子良 | 482年—494年 | 齊武帝第二子 |
| 2                                                       | 竟陵郡王→巴陵郡王 |        | 蕭昭冑 | ？—501年    | 蕭子良子     |
| 梁受禪，降封監利縣開國侯                                |                   |        |        |             |              |

### 南朝梁陳巴陵國（502年—589年）
| 巴陵國（502年—589年）丨全食一郡 |          |      |        |             |            |
| 代數                            | 封爵     | 諡   | 姓名   | 在位時間    | 備註       |
| 1                               | 巴陵郡王 |      | 蕭寶融 | 502年       | 齊和皇帝   |
| 2                               | 巴陵郡王 | 隱王 | 蕭寶義 | 502年—509年 | 蕭寶融長兄 |
| 3                               | 巴陵郡王 |      | 蕭屏   | ？—522年    |            |
| 4                               | 巴陵郡王 |      | ？     |             |            |
| 5                               | 巴陵郡王 |      | 蕭沇   | 556年—？    |            |
| 陳亡，國除                      |          |      |        |             |            |

## 参見
- 岳州
- 岳州路
- 岳州府
- 岳陽市

## 徵引文獻及註釋
1. 1 2  《宋書 卷三十七 志第二十七 州郡三》
2. 1 2  《隋書 卷三十一 志第二十六》
3. 1 2  《舊唐書 卷四十 志第二十》
4. 1 2  《宋書 卷七十四 列傳第三十四》
5. ↑  《陳書 卷二十 列傳第十四》
6. ↑  《陳書 卷十 列傳第四》
7. ↑  《陳書 卷三十一 列傳第二十五》
8. ↑  《舊唐書 卷一百零五 列傳第五十五》
9. ↑  《新唐書 卷七十一 表第十一》